# イブキスミレ
イブキスミレ（伊吹菫、学名：Viola mirabilis var. subglabra）はスミレ科スミレ属の多年草。
花時には無茎状態であるが、開花後に地上茎が伸びて、その先端にごく短い柄の2個の葉をつけ、その葉腋に閉鎖花をつける。

## 特徴
有茎の種。太い地下茎があり、節間は短い。根元には前年の枯死した托葉が鱗片状になって残る。高さは5-12cmになる。根出葉の葉柄は長さ5-15cmになり、毛が生えるか無毛、上部に狭い翼がつき、葉身は長さ1.5-3cm、円心形から心形で、先端は鈍頭から短い鋭頭、基部は心形、縁に低い波状の鋸歯がある。葉質は薄く、表面は浅緑色で葉脈に沿ってへこんでしわがあり、毛が生え、裏面は淡緑色になる。夏期の葉は大型になり、長さ8cmになる。托葉は広披針形で大型になり、長さ5-8mm、膜質で白色、全縁で縁に毛が生える。
花期は3-5月。長さ5-12cmになる花柄が葉より高く伸び、花をつける。花柄の途中には狭小な2個の小苞葉がある。花は径約1.5-2cm、淡紫色、まれに白色で、花弁は長さ12-15mm、ふつう側弁の基部に毛が生える。唇弁の距は白色で、太くやや長く、長さは5-7mmになり、先端は後部に突き出る。萼片は狭卵形から披針形で、付属体は半円形になり縁は全縁となる。雄蕊は5個あり、花柱はカギ形になり、上部はふくらまず、柱頭は下向きに突き出る。この開放花はふつうは多くは結実しない。
花後、根出葉の間から地上茎が伸び出し、その上部に柄の短い2個の葉を対生してつける。その葉腋から長さ1cm以下の花柄を持った閉鎖花を出す。果実は長楕円状の蒴果で、長さ8-10mmになり、無毛で、3片に胞背裂開して種子を飛び散らせる。染色体数は2n=20。
五十嵐博・高橋誼・三浦忠雄 (2001) は、北海道日高地方で本種を見い出し、発表した。それによると、北海道産のものは、側弁の基部は無毛のものが多く、地上茎が伸びた後も通常の開放花が開花することが確認されているという。

## 分布と生育環境
日本では、北海道の日高地方、本州の青森県、岩手県、福島県、関東地方の一部、長野県、滋賀県の伊吹山、岡山県、広島県などに隔離的に分布し、山地の落葉広葉樹林の林内、スギ林、林間の草地の、やや湿り気の多い場所に生育する。日本では、石灰岩地域や火山灰地域に多い。
世界では、朝鮮半島、中国大陸、ロシア沿海地方、モンゴルに分布する。基本変種 var. mirabilis は、茎に2列の毛が生え、ユーラシア大陸の西側に広く分布する。

## 名前の由来
和名のイブキスミレは「伊吹菫」の意で、牧野富太郎が1881年（明治14年）に滋賀県の伊吹山で見い出したことによる。
種小名（種形容語）mirabilis は、「奇異の」「驚異の」の意味、変種名 subglabra は、「やや無毛の」の意味。花期には無茎であるが、花後に有茎になるので、無茎種なのか有茎種なのか、どちらに区分すべきかということで、種小名（種形容語）が mirabilis とつけられたという。

## ギャラリー

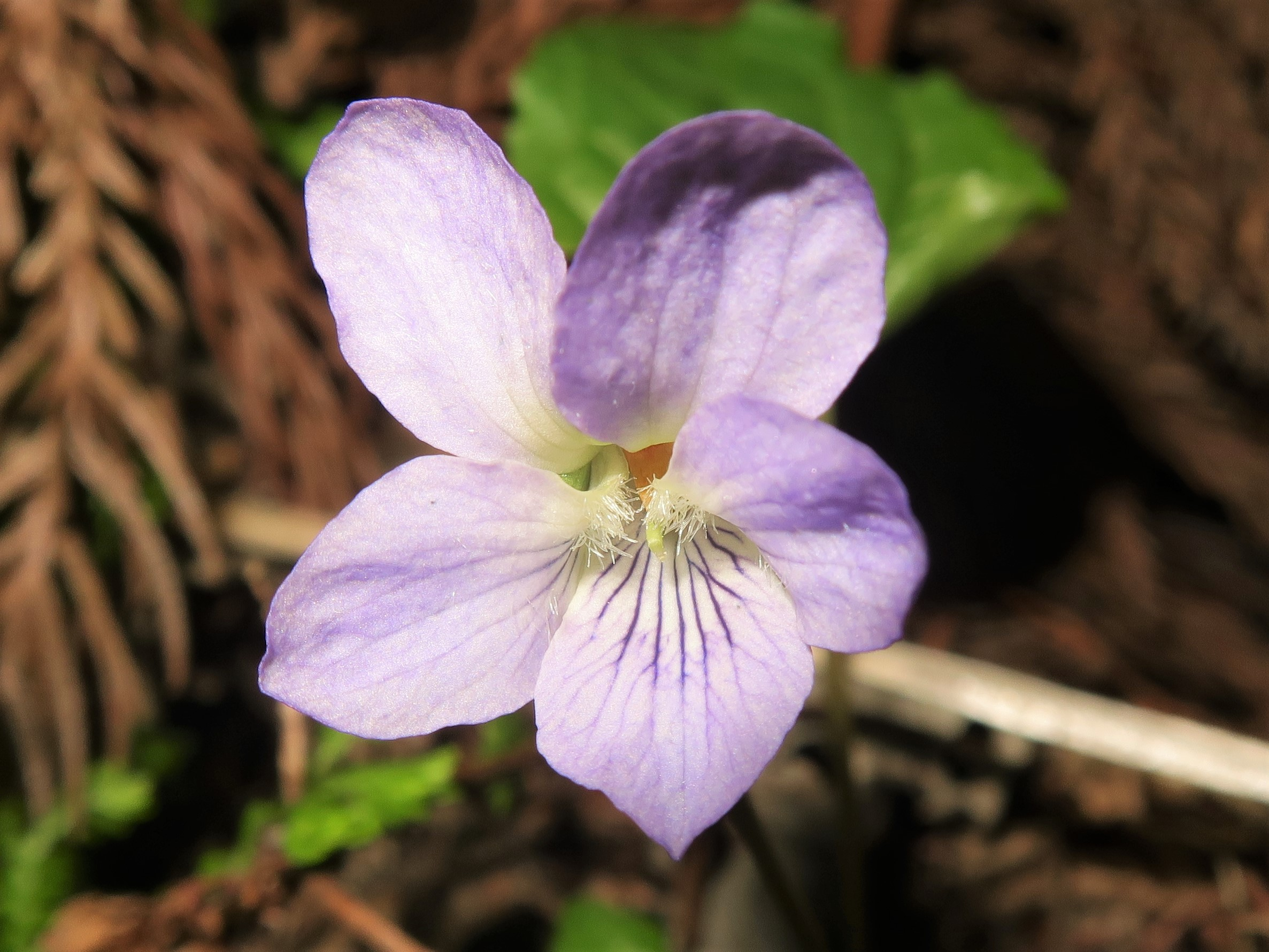
花は淡紫色で、ふつう側弁の基部に毛が生える。花柱はカギ形になり、上部はふくらまず、柱頭は下向きに突き出る。
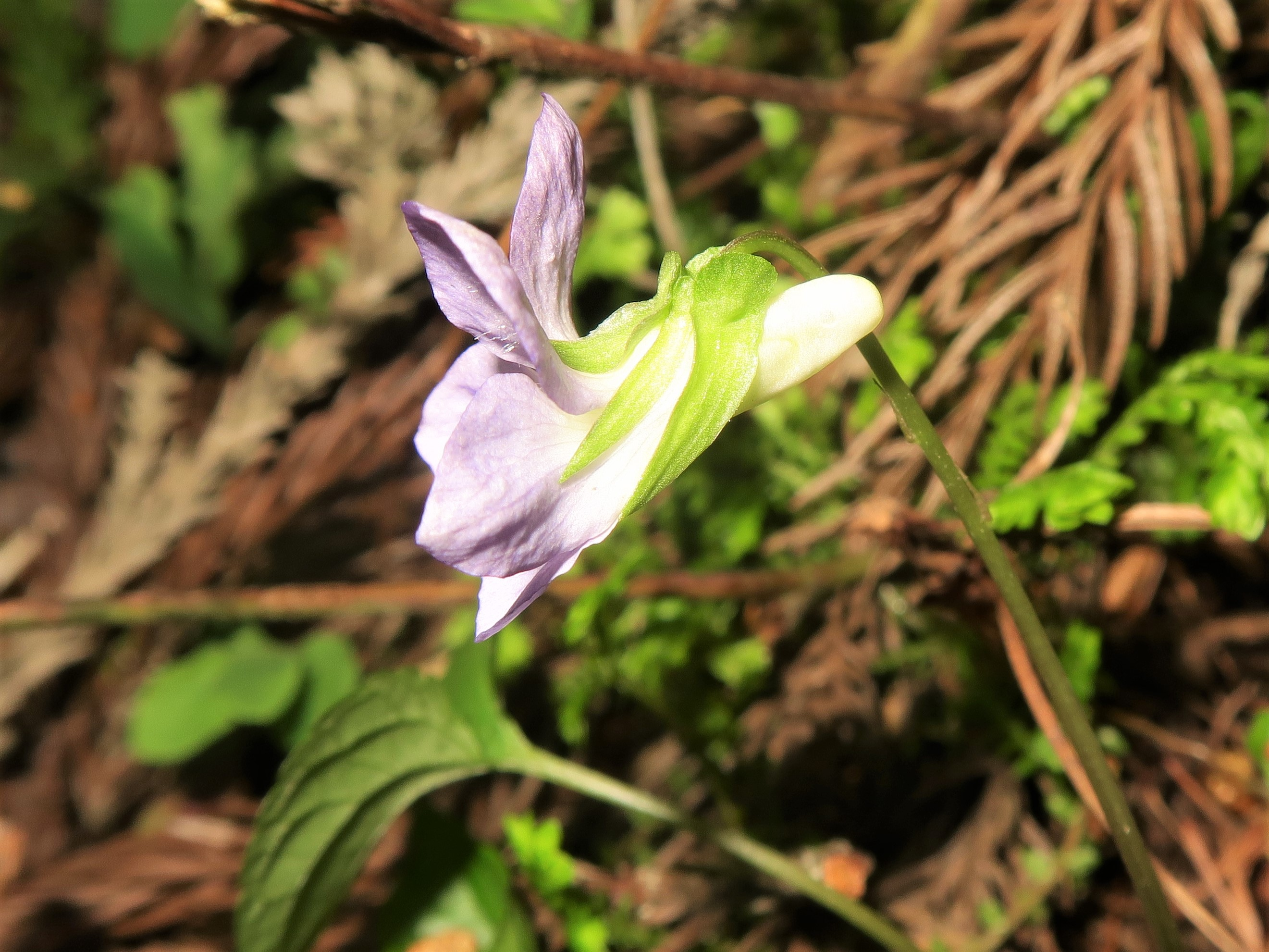
唇弁の距は白色で、太くやや長く、先端は後部に突き出る。萼片は狭卵形から披針形で、付属体は半円形になり縁は全縁となる。
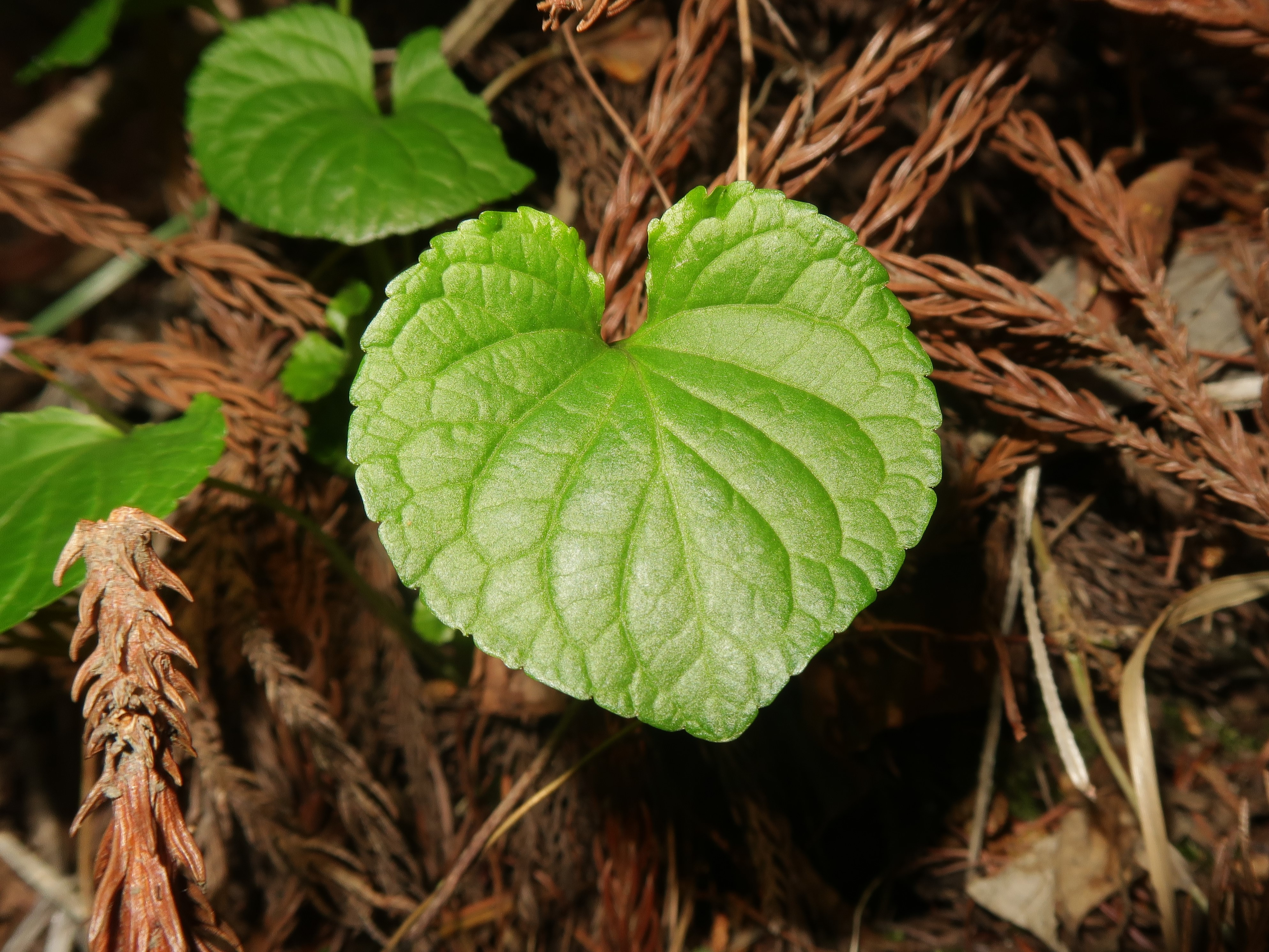
葉身は円心形から心形で、先端は鈍頭から短い鋭頭、基部は心形、縁に低い波状の鋸歯があり、表面は浅緑色で葉脈に沿ってへこんでしわがある。
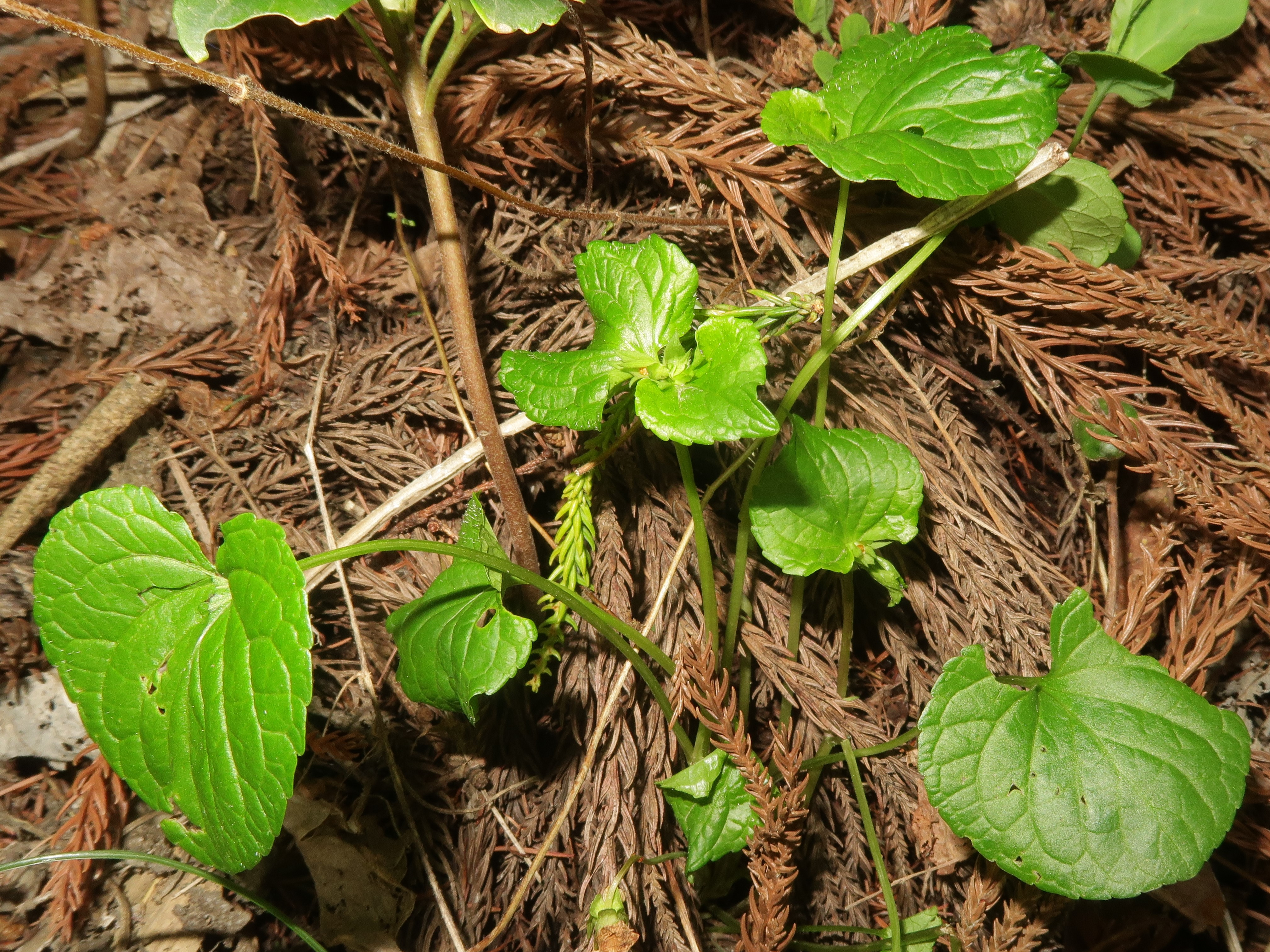
花後、根出葉の間から地上茎が伸び出し、その上部に柄の短い2個の葉を対生してつけ、その葉腋から閉鎖花を出す。
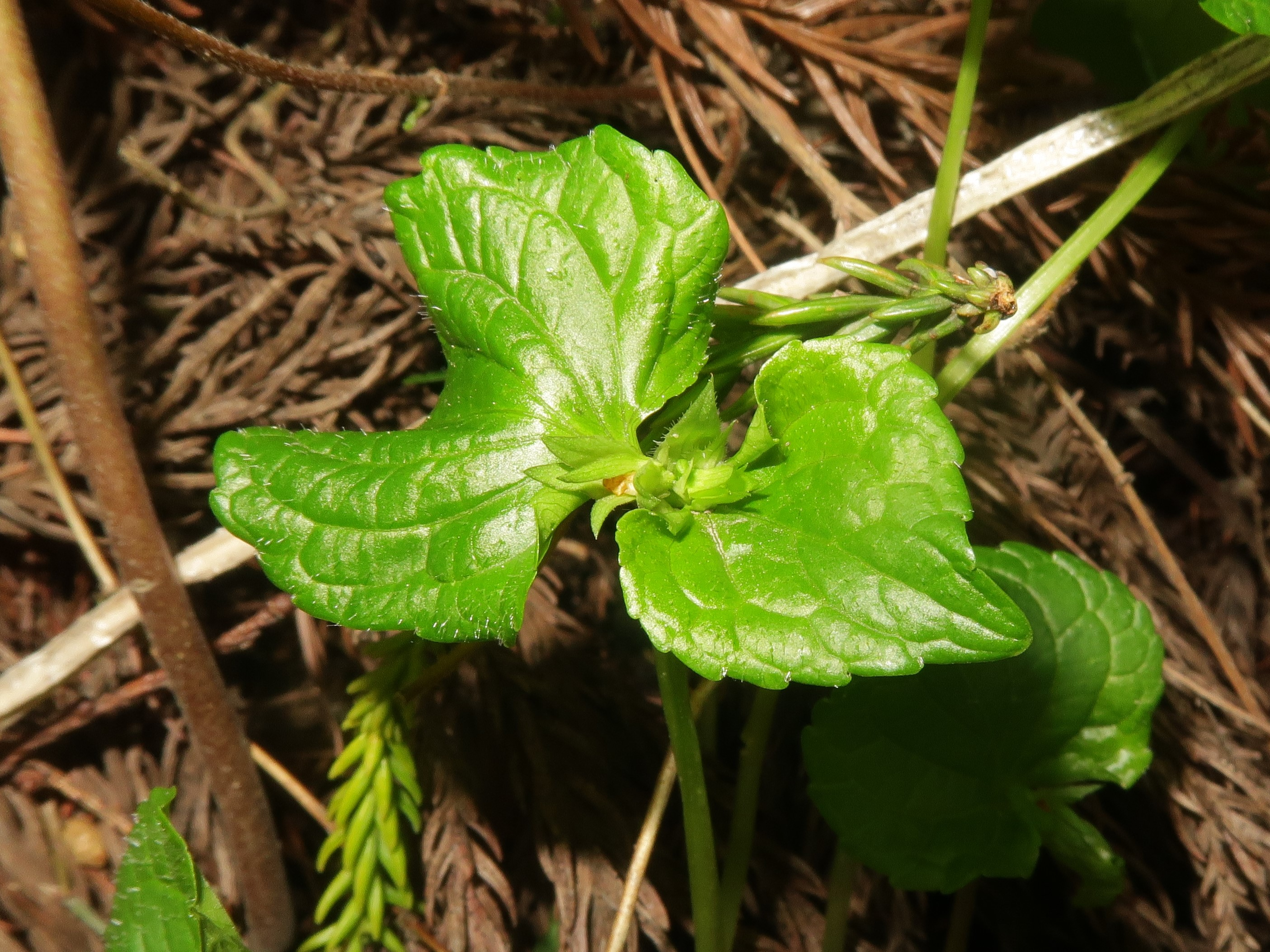
この閉鎖花はまだ結実していない。2021年5月上旬。
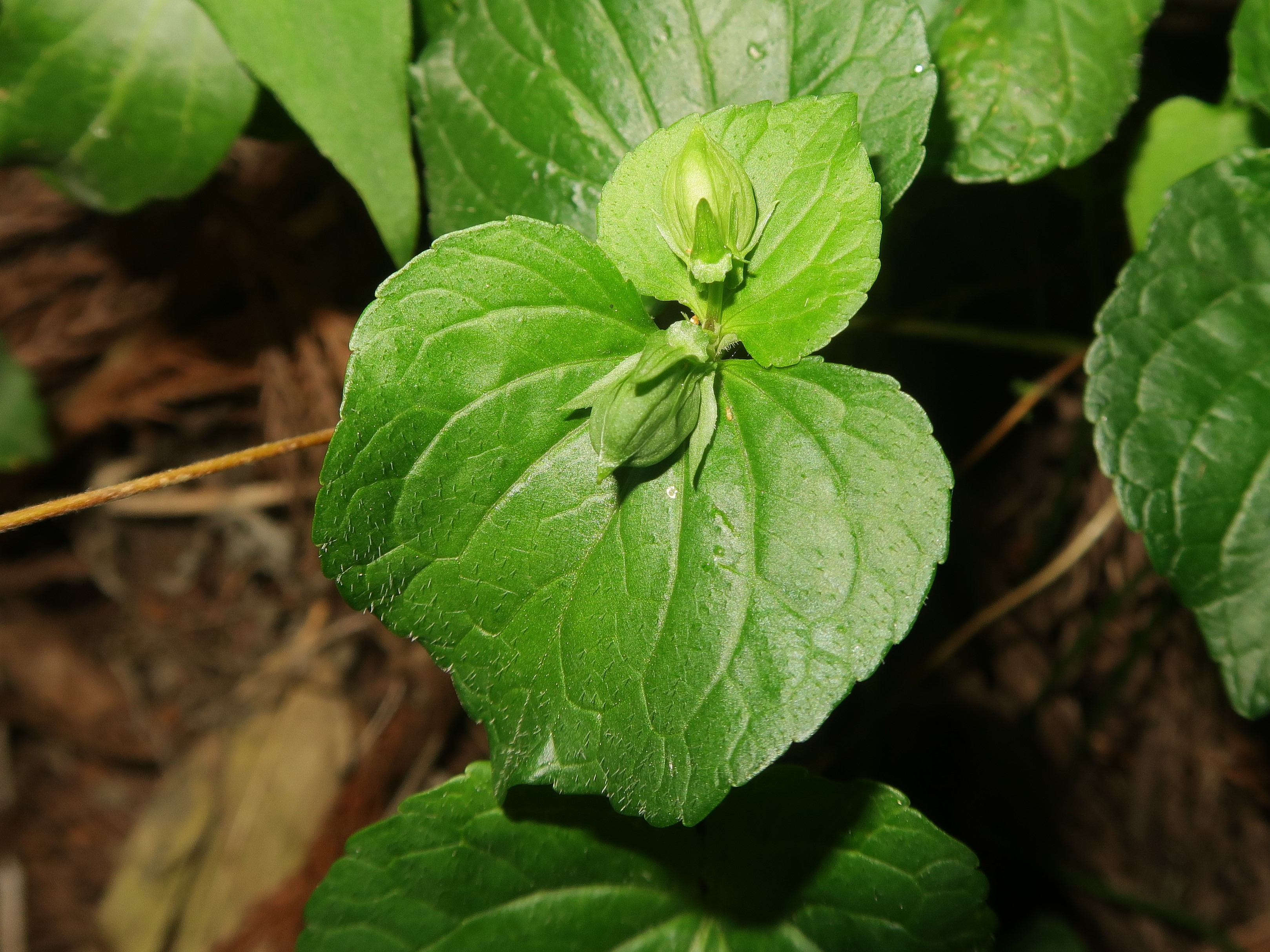
実った果実。2021年6月上旬。

## 下位分類
- シロバナイブキスミレ Viola mirabilis L. var. subglabra Ledeb. f. seiichii E.Hama[10] - 白花品種をいう[5]。